# Paul A. Fino

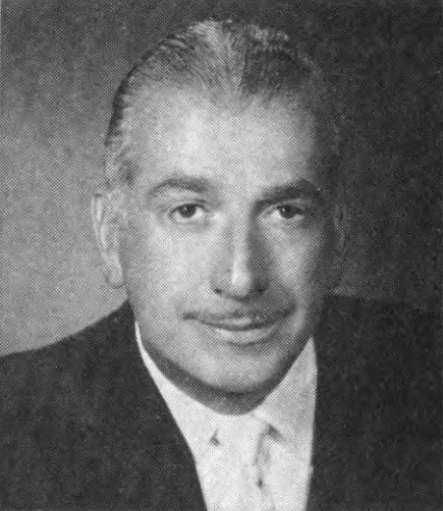
Paul A. Fino

Paul Albert Fino (* 15. Dezember 1913 in Bronx, New York City; † 16. Juni 2009 in North Woodmere, Nassau County, New York) war ein US-amerikanischer Politiker.
Fino besuchte für zwei Jahre die Law School der St. John’s University in New York City und schloss sein dortiges Studium 1937 ab. 1938 wurde er in die Anwaltschaft des Bundesstaates New York aufgenommen und begann in New York City zu praktizieren. 1940 kandidierte er erfolglos für einen Sitz in der New York State Assembly. Von März 1943 bis Dezember 1944 bekleidete er das Amt eines assistant state attorney general. Danach war Fino von Januar 1945 bis Mai 1950 Mitglied des Senats von New York.
1952 wurde er als Republikaner in den Kongress gewählt und vertrat dort vom 3. Januar 1953 bis zum 31. Dezember 1968, als er zurücktrat um Richter am New York Supreme Court zu werden, seinen Heimatbundesstaat im Repräsentantenhaus der Vereinigten Staaten. Fino trat nun am 1. Januar 1969 sein neues Richteramt an. In den drei Jahren, die er auf dem Richterstuhl verbrachte, war er für seine harten Urteile bekannt.
Innerhalb seiner Partei fungierte er auf den Parteitagen der Republikanischen Partei New Yorks von 1940 bis 1966, sowie bei den Bundesparteitagen (Republican National Conventions) in den Jahren 1960, 1964 und 1968 als Delegierter.